# لئوپولد ده خروف
لئوپولد ده خروف (هلندی: Léopold De Groof; ۲ فوریهٔ ۱۸۹۶ – ۲۶ ژوئن ۱۹۸۴) بازیکن فوتبال اهل بلژیک بود.
از باشگاه‌هایی که در آن بازی کرده‌است می‌توان به باشگاه فوتبال رویال آنتورپ اشاره کرد.
وی همچنین در تیم ملی فوتبال بلژیک بازی کرده‌است.